# Gmunden
Pour le district, voir District de Gmunden.
Gmunden est une ville autrichienne, chef-lieu du district du même nom, en Haute-Autriche. Peuplée d'un peu plus de 13 000 habitants, elle se situe dans la région touristique du Salzkammergut au bord du lac Traunsee.

## Histoire
Gmunden a obtenu le statut de ville en 1278. La ville est connue, entre autres, comme le lieu d'origine de la Gmunden ceramic, comme lieu de villégiature d'été renommé à l'époque de la monarchie impériale et royale ainsi que comme lieu de tournage de la série télévisée Schlosshotel Orth, produite dans les années 1990.

## Jumelages
La ville de Gmunden est jumelée avec :
- Faenza (Italie) depuis le 25 avril 2008[2] ;
- Tornesch (Allemagne) depuis le 14 mai 2010[3].

## Lieux et monuments
L'hôtel de ville date, pour sa troisième version, de 1756. Sur la façade se trouvent les armoiries de la ville, une horloge aux couleurs de l'Autriche, les armoiries de la région de Haute-Autriche, l'aigle impériale à deux têtes ainsi qu'un carillon en céramique, le seul d'Autriche, fabriqué à Meißen en 1957 et utilisé pour la première fois l'année suivante. Le décor des cloches rappelle la manufacture de céramique de la ville.
Le Kammerhofgebäude, bâtiment gothique abritant aujourd'hui un musée et une galerie d'exposition ainsi qu'une salle des fêtes. C'est dans ce bâtiment que l'empereur Maximilien Ier fit sa demande en mariage à Bianca-Maria Sforza de Milan en 1493 et signa le premier « accord est-ouest » en 1514 avec le tsar Vassili III. Le musée possède une vaste salle de céramiques, les nombreux souvenirs de Johannes Brahms (piano, salon, vaisselle…) rassemblés puis légués au musée par un des amis du compositeur le disputent en intérêt aux objets personnels du célèbre auteur dramatique Friedrich Hebbel, mort à Vienne en 1863.
L'église paroissiale date, pour ses plus anciennes parties, de la fondation de la paroisse en 1301. L'autel des rois mages date de 1678. Sur le mur extérieur de l'église, des fresques datant à peu près de 1525 furent découvertes lors de travaux de rénovation en 1946-1947. La fontaine du porteur de sel est la seule fontaine en céramique d'Autriche. Elle représente le métier de porteur de sel.
Le château terrestre Ort fut construit par le comte Herberstorff en 1626. Dans la cour se trouvent des fresques et une fontaine rococo en fer forgé. Le château comporte une salle des fêtes avec un remarquable plafond en bois. Le château lacustre Ort, bâti sur un îlot relié à la terre par une estacade, est mentionné pour la première fois en 909. Certaines parties, donc la tour ou les fenêtres furent construites sous Frédéric III (1440-1493). Il fut reconstruit en 1634 après un incendie. Dans la petite chapelle gothique, on trouve encore des fresques Renaissance. L'archiduc Johann Salvator, fils du grand-duc de Toscane, acquit le château et lui donna le nom de "Johann Ort" après son mariage. Aujourd'hui, il est le symbole de la région, et est un lieu très apprécié pour les mariages.
Le château Villa Toscana, résidence d'exil des grands-ducs de Toscane, fut construit pour Marie-Antoinette de Bourbon-Siciles en 1869. Il a été la propriété de Margarethe Stonborough-Wittgenstein de 1913 à 1958. Il est utilisé comme palais des congrès. Le château Weyer est devenu une galerie de porcelaine de Meißen. Gmunden possède deux musées : le musée des sanitaires et le musée des poupées. Le Château Oberweis (de) de Laakirchen (district de Gmunden, Haute-Autriche) a été un des centres Lebensborn.

## Personnalités liées à la commune
- La famille royale de Hanovre y vécut en exil après l'annexion de son royaume par la Prusse.
- Conchita Wurst, de son vrai nom Thomas Neuwirth, chanteur et vainqueur du concours Eurovision de la chanson 2014, y est né le 6 novembre 1988.
- Thomas Bernhard y est mort le 12 février 1989.
- Alfred Poell (1867-1929), peintre mort à Gmunden.
- Le petit Hans, un des cinq cas célèbres rapportés par Freud dans Cinq psychanalyses sous le nom de "Analyse de la phobie d'un garçon de cinq ans", alias de Herbert Graf (1903-1973) qui devint un grand metteur en scène d'opéra, séjournait régulièrement à Gmunden pendant les périodes de villégiature de sa famille (la ville est souvent citée dans l'analyse du cas).
- Sigrid & Marina, sœurs chanteuses de schlager nées à Gmunden en 1981 (Sigrid) et 1984 (Marina).